# Кемь (станция)
Кемь — железнодорожная станция Петрозаводского отделения Октябрьской железной дороги в городе Кемь (Республика Карелия). Расположена между станцией Мягрека и разъездом 846 км.

## История
Первые предложения постройки железной дороги до Кеми озвучивались ещё в конце XIX века, но тогда они не были поддержаны ни государем, ни частными инвесторами.
Станция была открыта в 1916 году во время строительства Мурманской железной дороги; построена она была в болотистой местности к западу от города. Станция являлась, наряду с Сорокой и Кандалакшей, одним из опорных пунктов строительства дороги, так как за неимением в регионе каких-либо значительных дорог завоз материалов можно было осуществлять морским путём. Для обработки грузов неподалёку, на Поповом острове, была сооружена пристань, к которой проложили путь длиной 9 вёрст. В конце ветки, у нового порта, была построена станция Кемь-Пристань.
Линия строилась в спешке в условиях Первой мировой войны и во многом была сдана в эксплуатацию не завершённой. Достраивалась она постепенно, после окончания Гражданской войны. В начале 1920-х годов был построен каменный вокзал, где разместились кассы, кабинет дежурного по станции и кабинет начальника станции; во временном деревянном здании вокзала остались столовая и зал ожидания. В 1929 году при станции была открыта узловая железнодорожная больница, а к 1930-м годам запланированный к постройке комплекс станции был завершён. Постепенно пристанционный посёлок сросся с историческим ядром Кеми, образовалась главная улица города — Пролетарский проспект.
В годы Великой Отечественной войны станция оставалась в советском тылу, однако подвергалась бомбардировкам, в ходе крупнейшей из которых 2 сентября 1941 года было разрушено здание вокзала и значительная часть путей и станционных сооружений; уцелела только водонапорная башня.
В середине 1960-х годов при станции было построено новое здание вокзала. На 1981 год на станции осуществлялись приём и выдача грузов повагонными отправками как на подъездных путях, так и открытого хранения, а также на складах при станции; имелись разгрузочные механизмы грузоподъёмностью до 5 т, осуществлялся приём и выдача грузов в 3-х и 5-тонных контейнерах. Во второй половине 1980-х годов началась электрификация участка Лоухи — Кемь на переменном токе. Она была завершена в 1988 году, а годом позже контактная сеть была продлена до Беломорска.
До 2000-х годов существовало пригородное сообщение со станцией Кемь-Пристань.
В 2016 году территория возле вокзала была облагорожена.

## Описание
Станция Кемь расположена в одноимённом городе Кемского района Республики Карелия. Она находится на линии Санкт-Петербург — Мурманск и относится к Октябрьской железной дороге.
На станции имеется 14 путей и 2 низких пассажирских платформы. При станции действует два локомотивных депо: эксплуатационное ТЧЭ-26 и ремонтное ТЧР-29 и одно вагоноремонтное ВЧДР-20; а также дистанция пути ПЧ-38, дистанция СЦБ ШЧ-19, дистанция электрификации и энергоснабжения ЭЧ-9 и дистанция гражданских сооружений водоснабжения и водоотведения НГЧ-13.
Станция является конечной для электропоездов, следующих: на юг — до станций Медвежья Гора и Маленьга, на север — до станции Лоухи, также на ней останавливаются все проходящие через неё поезда дальнего следования.